# 今井浜温泉
今井浜温泉（いまいはまおんせん）は、静岡県賀茂郡河津町にある温泉。
河津温泉郷の一角。一帯は風光明媚な海岸線にあり、伊豆舞子浜の異名を持つ。内陸の峰温泉から引湯している。

## 泉質
- 含石膏炭酸弱食塩泉
  - 源泉温度は60度。

## 温泉街
伊豆舞子浜の異名を取る今井浜海岸の沿線にホテルや旅館、ペンションなどが林立し、温泉リゾートを形成している。古くは新婚旅行のメッカとしても栄え、現在もサーフィンや海水浴などの避暑客、冬場には避寒客が多く訪れる。サンシップ今井浜は船の形をした町営浴用施設で、浴室から海を展望できるほか水着のまま利用できるデッキがある。サンシップ今井浜は2012年9月30日閉館。

## アクセス
- 公共交通
  - 伊豆急行・今井浜海岸駅 下車。